# Communauté de communes de Villefort
La communauté de communes de Villefort est une ancienne communauté de communes française, située dans le département de la Lozère et la région Occitanie.

## Historique
Elle est créée le 1er janvier 2002.
Le schéma départemental de coopération intercommunale, arrêté par le préfet de la Lozère le 29 mars 2016, prévoit la fusion de la communauté de communes de Villefort avec la communauté de communes du Goulet-Mont Lozère, une partie de la communauté de communes du Valdonnez (Brenoux, Lanuéjols et Saint-Étienne-du-Valdonnez), une partie de la communauté de communes du canton de Châteauneuf-de-Randon (Laubert et Montbel) et les communes gardoises de Malons-et-Elze et Ponteils-et-Brésis à partir du 1er janvier 2017.
Le 31 décembre 2016, les communes de Malons-et-Elze et Ponteils-et-Brésis, situées dans le Gard, rejoignent l'intercommunalité.
Le 1er janvier 2017, la communauté de communes rejoint la communauté de communes Mont-Lozère.

## Territoire communautaire

### Composition
Elle était composée des sept communes suivantes :
| Nom                   | Code Insee | Gentilé        | Superficie (km2) | Population (dernière pop. légale) | Densité (hab./km2) |
| --------------------- | ---------- | -------------- | ---------------- | --------------------------------- | ------------------ |
| Villefort (siège)     | 48198      | Villefortais   | 7,35             | 587 (2014)                        | 80                 |
| Altier                | 48004      | Altiérois      | 54,45            | 208 (2014)                        | 3,8                |
| La Bastide-Puylaurent | 48021      | Bastidois      | 24,19            | 171 (2014)                        | 7,1                |
| Pied-de-Borne         | 48015      | Pédibornois    | 27,89            | 211 (2014)                        | 7,6                |
| Pourcharesses         | 48117      | Pourcharessois | 31,79            | 113 (2014)                        | 3,6                |
| Prévenchères          | 48119      | Prévenchérois  | 62,75            | 259 (2014)                        | 4,1                |
| Saint-André-Capcèze   | 48135      | Andrécézois    | 9,85             | 172 (2014)                        | 17                 |

### Démographie
| 2011  | 2012  | 2013  |
| ----- | ----- | ----- |
| 1 732 | 1 738 | 1 746 |